# Damien
«Damien» es el décimo episodio de la primera temporada de la serie animada de televisión estadounidense South Park. Se emitió originalmente en Comedy Central en los Estados Unidos el 4 de febrero de 1998. En el episodio, a la clase de los chicos se une un nuevo estudiante llamado Damien, quien ha sido enviado por su padre Satanás para encontrar a Jesús y organizar un combate de boxeo entre los dos. La mayoría de los residentes de South Park apostaron a Satanás para ganar el encuentro debido a su enorme tamaño y físico musculoso, pero Satanás finalmente se deja perder y revela que apostó por Jesús, ganando así el dinero de todos.
El episodio fue escrito por los co-creadores de la serie Trey Parker y Matt Stone, con diálogo adicional de Dave Polsky y dirigido por Parker. El episodio sirve como una sátira sobre la religión, la fe y la naturaleza del bien y el mal, así como un comentario sobre el comercialismo, el culto a la celebridad en Estados Unidos y la naturaleza de los niños. Originalmente se conceptualizó como un especial navideño, pero la transmisión original se adelantó cuando Parker y Stone decidieron en cambio hacer de «Mr. Hankey, the Christmas Poo» el episodio navideño de la temporada.
«Damien» recibió críticas generalmente positivas y fue visto por 5,55 millones de espectadores cuando se transmitió por primera vez, lo que lo convierte en el programa de cable con mayor audiencia en la semana en que se emitió. El episodio marcó la primera aparición de Satanás, quien se convertiría en un personaje recurrente de South Park, así como el personaje de Damien, quien se inspiró en el antagonista de la película de terror de 1976 The Omen. Parker y Stone también dijeron que el episodio presentó varias características clave del personaje de Cartman que han perdurado durante el resto de la serie. Michael Buffer, el locutor del ring de boxeo conocido por el lema «¡Preparémonos para pelear!», hace una aparición especial como él mismo.

## Argumento
Cartman está entusiasmado con su próxima fiesta de cumpleaños y les dice a todos los invitados qué regalo espera recibir de cada uno. Cuando protestan, él amenaza con prohibirles comer la comida que prepara su madre, algo que los convence de inmediato. Se encuentran con un nuevo estudiante llamado Damien, hijo de Satanás. Los otros niños se burlan de él y, en respuesta, Damien convierte a Kenny en un ornitorrinco de pico de pato. Damien le informa a Jesús que Satanás se levantará para una batalla final con él del bien contra el mal. Los residentes de South Park inmediatamente comienzan a hacer apuestas sobre la pelea. Cartman se enoja al saber que el evento está programado para la misma hora que su fiesta, y los niños luchan por elegir entre los dos eventos.
Todo el pueblo apuesta a que Jesús ganará la pelea, pero comienza a perder la fe cuando Satanás aparece para el pesaje. Es enorme y pesa un poco más de 320 libras (150 kg), mientras que Jesús pesa apenas 135 libras (61 kg), y los ciudadanos de South Park comienzan a cambiar sus apuestas. Jesús confronta a los residentes de South Park sobre sus boletos de apuestas cambiados después de enterarse de que solo una persona todavía está apostando a que Jesús ganará. Angustiado, Jesús le pide a Stan, Kyle y Chef que lo ayuden a entrenar. Damien recibe asesoramiento del Sr. Mackey, quien le recomienda que intente ser amable sin importar lo que hagan los otros niños, al igual que con el impopular niño británico Pip. Damien intenta disculparse con los niños por prender fuego al patio de recreo y convertir a Kenny en un ornitorrinco de pico de pato, afirmando que estaba «haciendo las órdenes de su padre» y que no tenía otra opción. Los chicos, sin embargo, continúan actuando negativamente hacia Damien. Comienza la fiesta de cumpleaños de Cartman, al igual que la pelea. Damien y Pip llegan sin ser invitados a la fiesta, pero los niños finalmente aceptan a Damien después de que lanza a Pip al aire y lo hace explotar en una lluvia de fuegos artificiales. Sin embargo, Cartman enfurecido termina su fiesta antes de tiempo después de abrir el regalo de Kyle y descubrir que no es lo que quería que le trajera.
Mientras tanto, Jesús está desanimado por la falta de fe del pueblo en él, y no toma represalias por los ataques de Satanás contra él, a pesar de la aparente burla de Satanás de «golpéame». Chef y los niños llegan al final de la pelea y le ofrecen a Jesús algunas palabras de aliento. Inspirado, Jesús finalmente lanza un solo golpe débil. Sin embargo, Satanás luego se cae para el conteo. Posteriormente, Satanás revela que su plan, de hecho, había sido apostar por Jesús y luego dejarse perder, ganándole mucho dinero y bienes raíces de los residentes de South Park. La gente del pueblo está enojada por esto, hasta que Stan les recuerda que Jesús les dijo que no apostaran por Satanás. Entonces todo el pueblo pide perdón a Jesús, quien acepta la disculpa. Kenny muere cuando Jimbo lo identifica como un raro ornitorrinco de pico de pato y le dispara. Damien se despide de Stan y Kyle ya que su padre «siempre está en movimiento» y tiene que irse. Mientras tanto, Cartman ha continuado con su fiesta incluso después de haber echado a todos y haber comido toda la comida él mismo.